# Eurotium amstelodami
Eurotium amstelodami är en svampart som beskrevs av L. Mangin 1908. Eurotium amstelodami ingår i släktet Eurotium och familjen Trichocomaceae.   Inga underarter finns listade i Catalogue of Life.